# Porsche 906
Porsche 906 Carrera 6 Coupé — гоночный автомобиль немецкой компании Porsche. Автомобиль был разработан Эрвином Комендой, который работал в гоночном отделении компании. Тогда ее возглавлял Фердинанд Пиех, внук Фердинанда Порше.

## История
Кузов модели 906, как и предшественницы Porsche 904 изготовлен из стеклопластиковых панелей на ультра лёгкой трубчатой раме. Общая высота автомобиля до 98 см.
Автомобиль был ещё легче предшественника — пустая масса составляла всего 580 килограмм. Это достигалось не только за счёт облегчённого кузова, но и двигателя, который был легче на 54 килограмма серийного варианта за счёт использования большого количества магниевых и алюминиевых сплавов. Этот двигатель вырабатывал мощность в 220 лошадиных сил при 8000 об/мин и максимальным крутящим моментом 145 Нм при 6000 оборотах при наличии системы зажигания с двумя свечами на цилиндр, степени сжатия 10,3:1, двумя карбюраторами Weber 46IDA и специальной выхлопной системой.
Первое выступление модели 906 состоялось в 1966 году на гонках «24 часа Дейтоны», где тёмно-синяя машина финишировала шестой, пропустив вперёд команду Ford GT и одну Ferrari. После этого последовали состязания на трассах Sebring, Targa Florio и Le Mans.
В конце 1960-х гоночные состязания проходили часто и с большим накалом страстей, поэтому эволюция гоночных автомобилей Porsche более чем логична. Так, подвеска и тормоза Porsche 904 были использованы в модели 906, раму которой модифицировали для 910-й. Затем появилась модель 907, которая представляла собой более аэродинамический вариант 910 с тем же шести- и восьмицилиндровым двигателями и более обтекаемой формой корпуса. Следующим шагом стала модель 908, разработанная на базе модель 907 с новым трёхлитровым оппозитным двигателем.

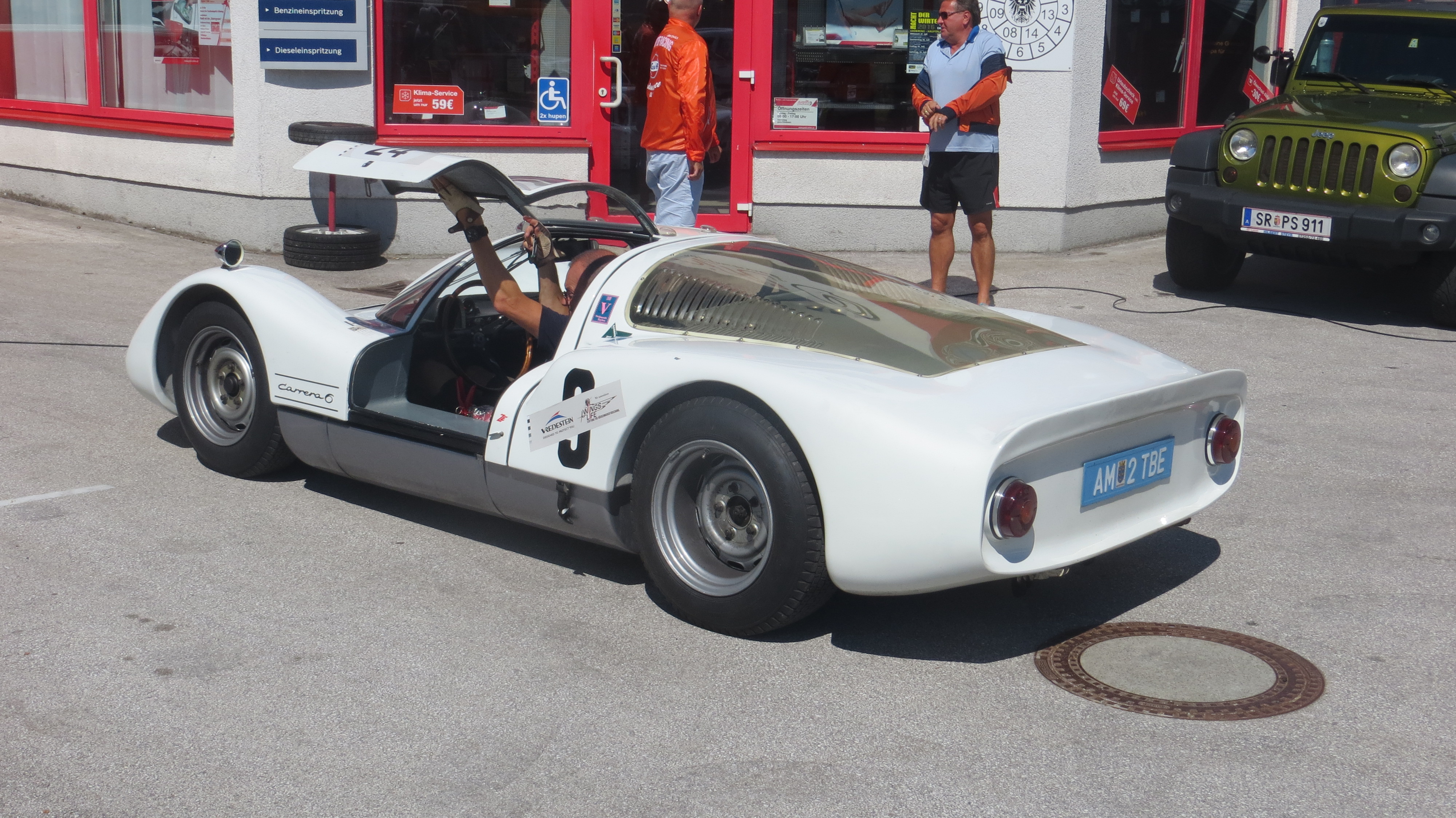
Porsche 906.

## Характеристики
- Двигатель: 6-цилиндровый, оппозитный с воздушным охлаждением;
- Рабочий объём, см³: 1991;
- Диаметр цилиндра, мм: 80;
- Ход поршня, мм: 66;
- Степень сжатия: 10.3:1;
- Максимальная мощность, л.с.: 210;
- Максимальный крутящий момент, Нм: 196;
- Снаряженная масса, кг: 675;
- Вместимость топливного бака, л: 110;
- Максимальная скорость, км/ч: 260[3].